# Điền Hạ
Điền Hạ là một xã thuộc huyện Bá Thước, tỉnh Thanh Hóa, Việt Nam.

## Địa giới hành chính
Xã Điền Hạ nằm ở phía nam của huyện Bá Thước.
- Phía đông giáp các xã Cẩm Thành và Cẩm Liên, huyện Cẩm Thủy.
- Phía nam giáp xã Cẩm Liên, huyện Cẩm Thủy, xã Thạch Lập, huyện Ngọc Lặc và xã Điền Thượng, huyện Bá Thước.
- Phía tây giáp xã Điền Thượng, huyện Bá Thước.
- Phía bắc giáp các xã Điền Quang và Điền Trung, huyện Bá Thước.

## Lịch sử hành chính
Xã Điền Hạ gồm Mường Đèn và Mường Ấm, thời Lê-Nguyễn là vùng đất thuộc huyện Cẩm Thủy, phủ Thiệu Thiên, Thanh Hóa. Đến năm Thành Thái thứ 16 (1904), thuộc tổng Điền Lư, châu Quan Hóa. Vào năm Khải Định thứ 10 (1925), tổng Điền Lư chuyển về châu Tân Hóa mới thành lập. Năm 1943, tổng Điền Lư trở lại thuộc huyện Cẩm Thủy. Sau Cách mạng tháng Tám (1945), tổng Điền Lư thuộc châu Tân Hóa mới tái lập, đến tháng 11 năm 1945, châu Tân Hóa đổi thành châu Bá Thước theo tên của thủ lĩnh Cầm Bá Thước trong phong trào Cần Vương.
Tháng 3 năm 1948, xã Điền Hạ lúc này là vùng đất thuộc xã Hồ Điền, huyện Bá Thước. Năm 1964, các chòm Dùng và Vốc được chuyển về xã Cẩm Liên, huyện Cẩm Thủy. Cũng trong năm 1964, xã Hồ Điền được chia thành 4 xã là Điền Lư, Điền Quang, Điền Thượng, Điền Hạ, tên gọi Điền Hạ chính thức xuất hiện từ đây.
Khi mới thành lập, xã Điền Hạ gồm các chòm: Đuống, Mén, Đớn, Hồ Phong, Đèn và Nan Bứng. Hiện nay gồm 9 làng: Duồng, Né, Xèo, Thành Điền, Săm, Đèn, Đớn, Nan và Bứng.trong đó làng Đèn có số hộ khẩu lớn nhất với hơn 200 hộ, và làng Bứng có số hộ ít nhất với 50 hộ..

## Di tích
- Hang Điền Hạ, di chỉ khảo cổ thời đại đồ đá[4].